# Сенявский, Александр Спартакович
Алекса́ндр Спарта́кович Сеня́вский (род. 19 января 1955, Москва) — советский и российский историк, специалист по истории СССР и России XX века, экономической истории, социальной истории, исторической урбанистике, модернизационным процессам и др. Занимается теоретико-методологическими проблемами исторического познания, в особенности — изучением российского исторического процесса в контексте мировой истории. Доктор исторических наук, главный научный сотрудник Института российской истории РАН.

## Биография
Родился в Москве. Отец — Спартак Леонидович Сенявский (1923—1986), историк, участник Великой Отечественной войны, командир танка; после войны — заведующий сектором в Институте истории СССР. Младшая сестра — Елена (род. 1967), российский военный историк.
В 1977 году окончил исторический факультет МГУ, затем очную аспирантуру Института истории СССР АН СССР (1980). С 1980 года работает в Институте: 1980—1982 — старший лаборант, 1982—1986 — младший научный сотрудник, 1986—1989 — научный сотрудник, 1989—1997 — старший научный сотрудник, 1997—2004 — ведущий научный сотрудник, с 2004 по настоящее время — главный научный сотрудник.
С 2002 года — руководитель Центра «Россия, СССР в истории XX века». Член диссертационного совета и учёного советов Института российской истории РАН (в 2002—2010 годах — заместитель председателя секции Учёного совета ИРИ РАН по истории XX века). Под его научным руководством защищены 4 кандидатских и три докторских диссертации. Эксперт РГНФ, РФФИ.
Член редакционных коллегий и редакционных советов ряда научных изданий:
- «Уральский исторический вестник» УрО РАН (Екатеринбург, член редакционной коллегии журнала)
- «Центр и периферия», совместное издание ИРИ РАН и Мордовского гуманитарного государственного института при Правительстве Республики Мордовия (Москва — Саранск, член редакционной коллегии журнала)
- «Восточно-Европейские исследования» (Москва, член редакционной коллегии журнала)
- «Экономическая история» (Москва — Саранск, член редакционного совета научного журнала)
- «История и регионалистика» (член редакционной коллегии журнала)

Ответственный редактор и составитель продолжающихся изданий ИРИ РАН «История России: теоретические проблемы» и «XX век в российской истории», а также ряда других научных изданий.

## Труды
Автор более 270 опубликованных научных трудов, в том числе 4-х авторских монографий и 12-ти учебников и учебных пособий. Публиковался в ведущих научно-исторических журналах «Отечественная история», «Вопросы истории» и др., а также в крупных коллективных трудах.

### Основные публикации
Диссертации:
- «Упрочение союза рабочего класса, крестьянства и интеллигенции — социальной основы советского общенародного государства (1960—1970-е гг.)» Диссертация на соискание ученой степени кандидата исторических наук. (Специальность 07.00.02, М., ИИ СССР АН СССР, 1982 г.)
- «Российский город в 1960-е- 1980-е годы» Диссертация на соискание ученой степени доктора исторических наук. (Специальность 07.00.02, М., ИРИ РАН, 1995 г.)

Монографии
- Сенявский А. С. Социальная основа СССР. М.: Мысль, 1987.
- Сенявский А. С. Российский город в 1960-е — 80-е годы. М.: Изд. ИРИ РАН, 1995.
- Сенявский А. С. Урбанизация России в XX веке: роль в историческом процессе. М.: Наука, 2003.
- Сенявский А. С. Урбанизация и этнодемографические процессы в России в XX веке. Сыктывкар, 2005.

Статьи
- Особенности российской урбанизации // Опыт российских модернизаций XVIII—XX вв. / под ред. В. В. Алексеева. М.: Наука, 2000. С. 72—88.